# یاسنایا پولیانا (شهرستان کالتاسینسکی، باشقیرستان)
یاسنایا پولیانا (انگلیسی: Yasnaya Polyana, Kaltasinsky District, Republic of Bashkortostan) یک شهرک در شهرستان کالتاسینسکی استان باشقیرستان کشور روسیه است.